# Chenyang Xu
Chenyang Xu é um matemático chinês, que trabalha com geometria algébrica.
Obteve um doutorado na Universidade de Princeton, orientado por János Kollár.
Recebeu o Prêmio Ramanujan ICTP de 2016.

## Publicações selecionadas
- C.D. Hacon, C. Xu (2013). "Existence of log canonical closures", Inventiones Mathematicae 192 (1), 161–195 49
- C.D. Hacon, J. McKernan, C. Xu (2014). "ACC for log canonical thresholds", Annals of Mathematics 180 (2), 523–571 47